# Straight-through processing
Straight-through processing (STP) är en process för kontinuerlig, helautomatisk behandling av information. Primär data kan genereras både genom automatiska system och genom manuell inmatning, men efterföljande överföring och bearbetning av datan sker helautomatiskt.
En mer restriktiv tolkning av STP kan innebära att ett mäklarföretag kan fungera som en automatisk mellanhand mellan kunder och den externa marknaden. Kundorder skickas automatiskt för att slutföra transaktioner på den externa marknaden eller till en stor motpart.

## Transaktioner
STP utvecklades för aktiehandel och automatisk bearbetning på aktiemarknaderna i början av 1990-talet i London.
Tidigare transaktioner alltid krävde manuellt arbete. Processen tog ofta flera timmar. Dessutom ledde ytterligare manuellt arbete till en större risk för mänsklig fel.
Med STP kan pengar eller värdepapperstransaktioner behandlas och avslutas samma dag.
Betalningar kan fortfarande vara icke-STP på grund av olika skäl.

## Fördelar
Vid fullständigt genomförandet av STP kan det ge kapitalförvaltare fördelar som kortare handläggningstider, lägre avvecklingsrisker och lägre driftskostnader.
Vissa branschanalytiker tror att 100% automatisering är ett ouppnåeligt mål. Istället främjar de tanken på att öka interna STP-nivåer inom ett företag, uppmuntra grupper av företag att arbeta tillsammans för att förbättra kvaliteten på automatisering av ömsesidiga transaktioner, antingen bilateralt eller som ett användarsamhälle (extern STP). Andra analytiker tror dock att STP kommer att uppnås vid funktionell kompatibilitet av affärsprocesser.